# Platycephaloidei
Platycephaloidei — підряд костистих риб ряду Скорпеноподібні (Scorpaeniformes).

## Класифікація
- Підряд Platycephaloidei
  - Bembridae
  - Hoplichthyidae
  - Parabembridae
  - Platycephalidae